# Kamienica przy ulicy Brzozowej 15 w Krakowie
Kamienica przy ulicy Brzozowej 15 – zabytkowa kamienica znajdująca się w Krakowie, w dzielnicy I przy ul. Brzozowej, na Kazimierzu.
Kamienica została wzniesiona w 1912 roku według projektu architekta Henryka Lamensdorfa.
Kamienica została wpisana do gminnej ewidencji zabytków. Znajduje się na obszarze Kazimierza, którego układ urbanistyczny został wpisany 23 marca 1934 do rejestru zabytków.